# GB 18030
GB18030 es el nombre registrado en internet para el conjunto de caracteres oficiales de la República Popular China. Este conjunto de caracteres se denomina oficialmente "Estándar nacional chino GB 18030-2000: Tecnología de la Información -- conjunto de caracteres de ideogramas chinos para el intercambio de información -- Extensión del conjunto básico".
Este conjunto de caracteres es el más empleado para codificar páginas escritas en chino simplificado (la forma escrita del mandarín que se usa en la China continental).
- Datos: Q1484877
- Multimedia: GB 18030 / Q1484877